# Béarns historie
Betegnelsen Béarn dækker et af de gamle landskaber, som blev endegyldigt opslugt ved den franske stats inddeling i departementer i forbindelse med reformerne under den Den franske revolution. Området udgør i dag ca. 2/3 af departementet Pyrénées-Atlantiques.

## Etymologi
Navnet Béarn kommer af folkenavnet Venarni (= ”vearnerne”), som boede på stedet før den romerske besættelse. Det samme navn dannede baggrunden for bynavnet Beneharnum (i dag: Lescar), der var Béarns første hovedstad.

## Historien før Béarn
Béarn fandtes ikke under romerne, hvor landskabet tilhørte den romerske provins Aquitanien. Landets beliggenhed ved nogle af de få mulige overgange over Pyrenæerne gjorde, at det blev offer for adskillige invasioner: Vandaler, sveber, visigoter og vasconer drog hærgende igennem landskabet, og under krigene mod maurerne plyndrede de flere gange byer og klostre.

## Béarns første tid
Béarn har eksisteret i mere end 1000 år, for det er et resultat af feudaltiden. Det opstod i det 9. århundrede som en fraspaltning fra hertugdømmet Gascogne. De første herskere, vicomterne af Béarn, var af slægten Centullerne, og de bar dels navnet Centulle og dels navnet Gaston. Ved traktaten i Verdun i 843 blev Béarn betragtet som en del af det vestfrankiske rige, det senere kongedømme Frankrig.

## Udvidelser
Béarn blev konstant større, mest på grund af ægteskaber, men også ved erobringer. En af de første herskere, Gaston Korsfareren (1090-1131) spillede en vigtig rolle for landets fremtidige selvstændighed: Han deltog i det første korstog og derefter hjalp han aragonerne med at forjage araberne. På grund af sin tro og ved hjælp af den formue, han havde samlet sig skabte han det netværk af pilgrimsruter, der gennemskærer Béarn, og han lod opføre hospitaler og religiøse bygninger. Gennem ægteskab vandt Gaston Korsfareren området Montaneres med undtagelse af 5 sogne, og ved krig underlagde han sig Mixe-området og Ostabarret.
Vicomte Gaston den Store (1229-1290) rejste krav på Bigorreområdet i sin hustrus navn, men i 1256 blev det afvist ved en afgørelse hos greven af Foix. Gaston den Store døde i 1290 og havde udelukende kvindelige arvinger, og deraf kom unionen med grevskabet Foix under hans svigersøn, Gaston 1. af Foix. Denne samling skabte en strid mellem husene Foix-Béarn og Armagnac.

## Selvstændighed
Det blev diskuteret i lange tider, om Béarn reelt hørte under kongeriget Frankrig. I og med at Béarn nu hørte sammen med grevskabet Foix, måtte grev Gaston Fébus aflægge troskabsed til kongen for sit grevskab, men han afslog at gøre det for vikomtatet Béarn, som kan fastholdt at have som fri (dvs. ikke vasalpligtig) ejendom (den 25. september 1347) : "Jeg skylder kun Gud og mit sværd retten til mit land Béarn". Senere gjorde ægteskaber og arv, at landet kom til at være en del af kongedømmet Navarras ejendom, og dette tilhørsforhold til fremmede fyrster bidrog til at fastholde tvivlen.
Til sidst tilfaldt Béarn Henrik 4. på grund af hans mors arveret til Navarra. Da han kom på tronen som fransk konge, bøjede han sig for det franske parlaments krav om, at han skulle lade sine private domæner (Vendômois, Rouergue, Périgord) overgå til krongodset, da traditionen krævede, at en fransk konge ikke kunne eje noget personligt gods. Ikke desto mindre beholdt fyrstendømmerne Béarn og Nedre Navarra deres status som selvstændige lande.

## Ludvig 13. inddrager Béarn under den franske krone
Det var først i 1620 at Ludvig 13. inddrog Béarn under den franske krone med resolution af oktober 1620 : Resolution af Ludvig 13. til ærefuldt minde om måneden oktober 1620, hvor han forenede kongedømmet Navarra og fyrstendømmet Béarn med Frankrigs krone med det udtrykkelige forbehold for deres undtagne toldrettigheder og privilegier, som skal være beskyttede og ukrænkeligt overholdt. Retslige dokumenter blev derfor stadigvæk udformet på gasconsk indtil den franske revolution.

## Oprettelse af departementet
Den 12. januar 1790 skabte Nationalforsamlingen departementet Basses-Pyrénées (som blev til Pyrénées-Atlantiques i 1969), hvorved man samlede tre franske provinser med baskisk sprog: Labourd, Nedre-Navarra og Soule) med tre gasconske: Bayonne, Bidache og Béarn. Den administrative ændring samlede folk, som havde været adskilt gennem århundreders historie, og Béarns historie blev fra da af en del af departementets og Frankrigs historie.

## Eksterne links
- Béarns historie i Middelalderen (fransk)